# Pseudochromadora cazca
Pseudochromadora cazca is een rondwormensoort. De wetenschappelijke naam van de soort is voor het eerst geldig gepubliceerd in 1956 door Gerlach.